# Rhipha luteoplaga
Rhipha luteoplaga là một loài bướm đêm thuộc phân họ Arctiinae, họ Erebidae.